# Selenia ricochetta
Selenia ricochetta là một loài bướm đêm trong họ Geometridae.